# Butte (Dakota del Nord)
Butte è un centro abitato (city) degli Stati Uniti d'America, situato nella Contea di McLean, nello Stato del Dakota del Nord. Nel censimento del 2000 la popolazione era di 92 abitanti. La città è stata fondata nel 1906.

## Geografia fisica
Secondo i rilevamenti dell'United States Census Bureau, la località di Butte si estende su una superficie di 0,6 km², tutti occupati da terre.

## Popolazione
Secondo il censimento del 2000, a Butte vivevano 92 persone, ed erano presenti 25 gruppi familiari. La densità di popolazione era di 142 ab./km². Nel territorio comunale si trovavano 82 unità edificate. Per quanto riguarda la composizione etnica degli abitanti, il 98,91% era bianco e l'1,09% era afroamericano.
Per quanto riguarda la suddivisione della popolazione in fasce d'età, il 16,3% era al di sotto dei 18, il 4,3% fra i 18 e i 24, il 23,9% fra i 25 e i 44, il 22,8% fra i 45 e i 64, mentre infine il 32,6% era al di sopra dei 65 anni di età. L'età media della popolazione era di 49 anni. Per ogni 100 donne residenti vivevano 114,0 maschi.